# Samuel Pasco
Samuel Pasco, född 28 juni 1834 i London, död 13 mars 1917 i Tampa, Florida, var en engelsk-amerikansk politiker. Han representerade delstaten Florida i USA:s senat 1887-1899.
Pasco flyttade 1846 till USA med sin familj. Han utexaminerades 1858 från Harvard University och flyttade följande år till Florida. Han studerade sedan juridik och inledde 1868 sin karriär som advokat. Han gifte sig 28 oktober 1869 med Jessie Denham.
Pasco efterträdde 1887 Charles W. Jones som senator. Han omvaldes 1893. Han kandiderade till en tredje mandatperiod men demokraterna i Florida nominerade hellre James Taliaferro som 1899 efterträdde Pasco som senator.
Pasco var frimurare och medlem i Odd Fellows. Hans grav finns på Roseland Cemetery i Monticello i Florida. Pasco County har fått sitt namn efter honom.